# Homem-Coisa
O Homem-Coisa (em inglês Man-Thing), é um monstro fictício publicado pela Marvel Comics. Os seus criadores foram Stan Lee, Roy Thomas e Gerry Conway (argumento) e Gray Morrow (desenhador). Em 2005 foi lançado um telefilme com o personagem (Man-Thing). É um personagem jogável no jogo Marvel Contest of Champions para dispositivos móveis.

## Início
O personagem apareceu pela primeira vez no Nº 1 da revista Savage Tales (Maio 1971). O Homem-Coisa é uma criatura empática de olhos vermelhos, porte enorme, movimentos lentos, vagamente humanoide e que vive nos Everglades na Flórida perto da reserva Seminole. A série é considerada um clássico de culto e influenciou escritores como Neil Gaiman e Nancy A. Collins que posteriormente viriam a escrever o Monstro do Pântano, para a DC Comics.

## Personagem
O bioquímico Theodore Sallis (Ted Sallis), natural de Omaha, Nebraska, foi contratado pelo governo para desenvolver um soro que tornasse os soldados resistentes às doenças para estarem protegidos em caso de uma guerra biológica. Ted Sallis conseguiu desenvolver uma fórmula funcional, mas que tinha como efeito colateral transformar as cobaias em monstros. 
Por causa disso, o governo enviou o cientista para uma base secreta situada nos Everglades, com o objectivo de aperfeiçoar a fórmula e criar uma nova versão do soro do super-soldado, semelhante ao que tinha criado o Capitão América. 
Quando estava quase a obter resultados, a base foi atacada por uma unidade terrorista com o objectivo de roubar a fórmula. Ted Sallis para impedir que a fórmula caísse em mãos inimigas, injectou-se com ela, sendo morto pelos terroristas e atirado para o pântano. 
Passado algum tempo, surgiu uma criatura de olhos vermelhos, formada por lodo e plantas, no local onde Ted Sallis tinha sido atirado ao pântano. Esta criatura era uma simbiose do corpo e da alma de Ted Sallis com o próprio pântano produzida pela fórmula incompleta do soro do super-soldado.
O ser resultante dessa simbiose, o Homem-Coisa, é um empata com uma inteligência primária e sem traços de humanidade que queima com o seu toque as pessoas quando estas sentem medo.

## Revistas

### Histórias Originais
- Savage Tales #1 (maio de 1971)  Roy Thomas, Gerry Conway, Gray Morrow
- Adventure into Fear #10-19 (out. 1972 - dez. 1973) Gerry Conway (#10), Steve Gerber (#11-19), Howard Chaykin (#10), Gray Morrow (#10), Rich Buckler (#11), Jim Starlin (#12), Val Mayerik (#13-19)
- Man-Thing #1-22 (jan. 1974 - out. 1975) Steve Gerber
- Monsters Unleashed #5, 8-9 (abril de 1974) Tony Isabella, Steve Gerber
- Giant-Size Man-Thing #1-5 (agosto de 1974 - agosto de 1975) Steve Gerber
- Marvel Premiere #28 (fevereiro de 1976) Como membro da Legião dos Monstros
- The Rampaging Hulk #7 (fevereiro de 1978) Steve Gerber
- Man-Thing vol. 2, #1-11 (nov. 1979 - julho de 1981) Michael Fleischer (#1-3), Chris Claremont (#4-8, 10-11), Dickie Mackenzie, J.M. DeMatties (#9)
- Marvel Fanfare #9 J.M. DeMatteis
- Marvel Fanfare #36 J.M. Dematteis
- Marvel Comics Presents #1-12 (set. 1988 - fev. 1989) "Elements of Terror" - 12 partes Steve Gerber
- Marvel Comics Presents #164-167 (início de outubro - início de novembro de 1994) "Behold The Man" - 4 partes Simon Jowett
- Daydreamers 1-3 (team book) J.M. DeMatteis
- Midnight Sons Unlimited #8
- Shadows & Light #2 (April 1998) Marv Wolfman
- Man-Thing vol. 3, #1-8 (dez 1997 - julho de 1998) J.M. DeMatteis
- Strange Tales vol. 4, #1-2 (set - out. 1998) J.M. DeMatteis
- Marvel Knights Double-Shot #2 Ted McKeever
- Man-Thing (movie prequel) #1-3 (set.nov 2004) Hans Rodionoff (fora da continuidade)
- Legion of Monsters:  Man-Thing/Tales of the Zombie #1 (julho de 2007)
- Dead of Night featuring Man-Thing (MAX minisséries) #1-4 (fev. 2008 - julho de 2008) Roberto Aguirre-Sacasa (fora da continuidade)
- Marvel Comics Presents vol. 2 #12 Jai Nitz
- Marvels Channel: Monsters, Myths And Marvels #1 (Marvel Digital Comics Unlimited (online subscribers only))
- Screenplay of the Living Dead-Man graphic novel by Steve Gerber and Kevin Nowlan (não publicado)[7]

### Ultimate Homem-Coisa
- Ultimate Marvel Team-Up #9 (aparição em um quadrinho) and #10

### Como convidado
- Astonishing Tales #12-13 (July-Aug. 1972) "Ka-Zar" feature Roy Thomas, Len Wein, Neal Adams, John Buscema, Rich Buckler
- The Avengers #118 (one panel cameo) Steve Englehart
- Marvel Two-In-One #1 (Jan. 1974) The Thing team-up feature Steve Gerber
- Master of Kung Fu #19 Steve Englehart
- Daredevil #113-115 (Sept.-Nov. 1974) (flashback only in #115, behind the scenes starting with 108) Steve Gerber
- Giant-Size Spider-Man #5 (July 1975)
- The Incredible Hulk #197-198 (March-April 1976) Len Wein
- Iron Man Annual #3 (1976) Steve Gerber
- Amazing Adventures vol. 2 #38 (Killraven story) (September 1976) Bill Mantlo
- Daredevil #140 (Dec. 1976) flashback  Bill Mantlo
- Fantastic Four #187 (Oct. 1977) Flashback to new material
- Howard the Duck #22-24 (March-May 1978) Cameo only in #24 Steve Gerber
- Marvel Team-Up #68 (April 1978) Spider-Man team-up feature Chris Claremont
- Marvel Two-In-One #43 (Sept. 1978) The Thing/Captain America  team-up feature
- Micronauts #7 (July 1979) Bill Mantlo
- Marvel Two-In-One #55 (Sept. 1979) The Thing team-up feature; flashback cameo only
- Doctor Strange vol. 2, #41 Chris Claremont
- Howard the Duck (magazine) #5-7 (May-Sept. 1980) article on Howard's friends in #5; cameo in #6; full appearance in #7 Bill Mantlo
- The Savage She-Hulk #7 (flashback) and #8 (Sept. 1980) David Anthony Kraft
- The Uncanny X-Men #144 (April 1981) Chris Claremont
- Marvel Two-In-One #77 (July 1981) The Thing/Sgt. Fury and His Howling Commandos team-up feature
- The Defenders,  #98 (and one-panel flashback in #99) J.M. DeMatteis
- The Mighty Thor #316-317 Doug Moench, Keith Pollard, Chic Stone
- Marvel Team-Up #122 J.M. DeMatteis
- Web of Spider-Man Annual #4 Steve Gerber,
- Marvel Comics Presents #29 (Quasar story) Roger Stern
- The Legion of Night #2 (Nov. 1991) (advises Jennifer Kale in a brief dream sequence) Steve Gerber
- Iron Man #275 (one panel cameo) John Byrne
- The Incredible Hulk #389 Peter David
- Quasar #31 Roger Stern
- Quasar #50 Roger Stern
- Doctor Strange, Sorcerer Supreme #61 (one panel cameo)
- Beavis and Butt-Head #3 (May 1994) Neil Hansen
- Nomad vol. 2, #21
- Blaze #2 Larry Hama
- The Incredible Hulk #427-428 Peter David
- Spider-Man: The Parker Years #1 (1 panel recap of Marvel Team-Up #68) (Nov. 1995)
- Generation X #25 Scott Lobdell
- Battlezones:  Marvel vs. Malibu #1 (March 1996)
- Coober Skebber #2 (Summer 1997) Brian Ralph
- Heroes Reborn: The Return #1 Peter David
- Marvel Team-Up vol. 2, #4  Tom Peyer
- Peter Parker: Spider-Man Annual '99 J.M. DeMatties
- Hulk #4, 6-7 John Byrne
- X-Force #100  John Francis Moore
- Captain Marvel vol. 3, #10 (Feb. 2000) (one panel flashback cameo in story dealing with the Nexus of All Realities) Peter David
- Nightcrawler, vol. 3, #9-10 (behind-the-scenes in #11-12) Roberto Aguirre-Sacasa
- She-Hulk vol. 2, #20 (Sept. 2007) Dan Slott
- Howard the Duck vol. 3, #1 (dream sequence only) Juan Bobillo
- Marvel Zombies 3 #1 and 4
- Ghost Rider vol. 5 #26 (archived newspaper flashback to Marvel Premiere #28)
- The Amazing Spider Man:  Fear Itself #1

### Aparecimentos esporádicos
- What If?  #26 (April 1981)
- What If vol. 2, #1 (one panel cameo, probably a reference to Swamp Thing's appearance in Crisis on Infinite Earths #5)
- Marvel Fanfare #37 (pin-up)
- The Adventures of the X-Men #11-12 Ralph Macchio
- Marvel Knights Millennial Visions #1
- Marvel Adventures Spider-Man #18
- X-Men: First Class vol. 2 #8, 11
- Fantastic Four: True Story #3 (Man-Thing likeness; not actually Man-Thing)
- Marvel Monsters Poster Book